# 称念寺 (橿原市)
称念寺（稱念寺・しょうねんじ）は、奈良県橿原市今井町にある浄土真宗本願寺派の寺院。山号は今井山。本尊は阿弥陀如来。今井御坊とも称される。大和五ヶ所御坊、十六大坊の1つで中本山に列する。

## 歴史
河瀬権八郎兵部尉宗綱が石山本願寺の顕如上人から寺号を得て、今井郷に念仏道場を建てたことに始まる。永禄年間（1558年～1570年）、川井長左衞門正冬と共に周辺に堀と土塁を形成し寺内町の体裁を整え、御坊（今井山）を開いた。なお、河瀬宗綱、富綱父子は1575年（天正3年）から1582年（天正10年）まで今井郷には居らず信長の死後、1583年（天正11年）に復帰している。豊臣秀吉政権下では手厚く庇護され、河瀬姓から今井姓に改め武士と僧侶の身分を持ち、秀吉の吉野花見の際には「兵部茶屋屋敷」を建てて秀吉を招いている。道場から「称念寺」になったのは1600年（慶長5年）頃とされる。1679年（延宝7年）、幕府によって郷中並とされ武士の身分を返上する。
1877年（明治10年）、明治天皇行幸の行在所となった折りに西郷隆盛挙兵（西南戦争）の一報が入ったという逸話があるが、暴発の恐れがあるとの一報が入ったというのが真相のようである。
寺の所在する寺内町の橿原市今井町は1993年（平成5年）、重要伝統的建造物群保存地区として選定された。称念寺本堂は2002年（平成14年）5月23日、浄土真宗寺院の本堂としては本山の本願寺以外で初めて国の重要文化財に指定された。
1998年（平成10年）、本堂が台風の被害を受け補強工事を施したものの建物自体の経年劣化が著しく、2010年（平成22年）4月から2022年（令和4年）春までの予定で初の解体修理を行っている。

## 建物
- 本堂 - 入母屋造・本瓦葺・向拝付で浄土真宗初期の建築様式を残している。創建年代は不明だが1671年（寛文11年）に修理された記録が残っており、江戸時代初期の建立と推定される。東を正面とし、桁行20メートル、梁間21メートル。
- 庫裡・客殿・対面所 - 本堂の南側に建つ。庫裏と客殿は後世の改造・増築はあるが、17世紀初期の建築とされている。対面所は棟札から元禄8年（1695年）の建築と判明する。庫裡は東西に長い建物で明治10年に1列増築している。客殿は庫裡の西側に接続しており書院が付属する。庫裏の玄関（唐破風）の鬼瓦に徳川家家紋の丸に三つ葉葵を見ることが出来る。
- 山門 - 明治天皇行幸の際に談山神社から移築されたもの。

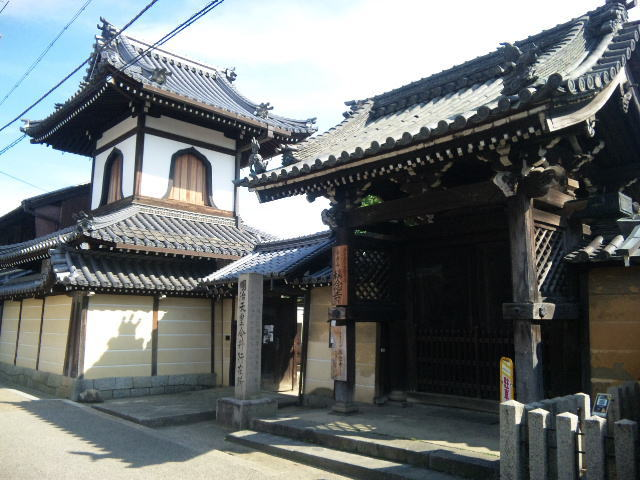
太鼓楼と山門
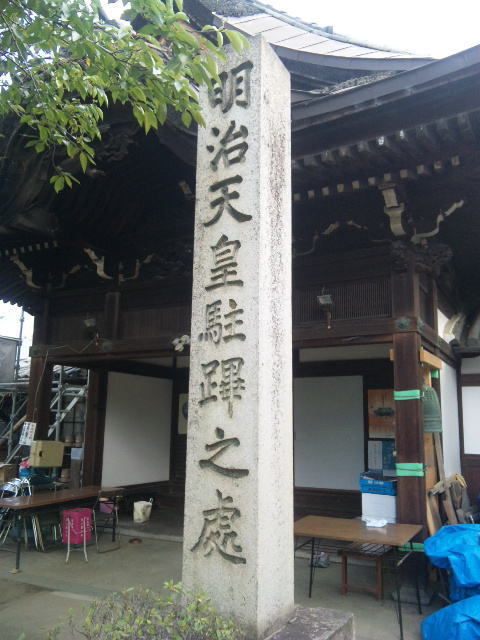
明治天皇駐蹕之処の碑
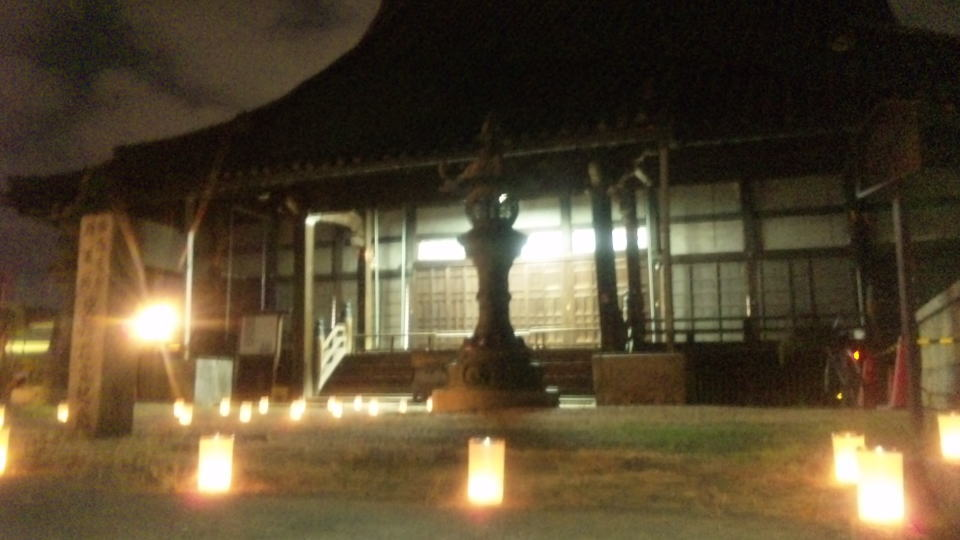
今井灯火会でライトアップされた本堂

## 文化財

### 重要文化財（国指定）
- 本堂

### 橿原市指定文化財
- 太鼓楼 - 1845年（弘化2年）の建築。
- 庫裡客殿・対面所
- 明智光秀今井郷惣中宛書状
- 織田信長今井郷惣中宛赦書状

## 所在地
- 奈良県橿原市今井町三丁目2番29号